# غريت ألبرشت
غريت ألبرشت (بالألمانية: Grete Albrecht)‏ هي أعصابياتية وطبيبة ألمانية، ولدت في 17 أغسطس 1893 في Eilbek ‏ في ألمانيا، وتوفيت في 5 أغسطس 1987 في براونلاغه في ألمانيا.